# 夏侯和
夏侯和（3世紀210年代—？），字義權，譙國譙縣人，三國時魏、晉官員，為夏侯淵第七子。

## 生平
歷任河南尹、太常。司馬昭任相國，以夏侯和為左司馬、侍郎。魏將鍾會滅蜀漢以後，於咸熙元年（264年）反叛，這時夏侯和正出使成都，抵制鍾會。平亂後封為鄉侯。晉朝建立後，夏侯和向贾充建议立齐王司马攸为太子的事情被晋武帝得知。晋武帝将夏侯和由河南尹徙为光祿勳。泰始十年（公元274年），夏侯和上书朝廷修建新渠、富寿、游陂三渠，灌溉农田总共一千五百顷。
在《三國演義》中，諸葛亮第六次北伐時，與其兄夏侯惠等人同任司馬懿麾下行軍司馬。曾與夏侯惠出戰，劫奪蜀軍糧草。